# Diaphus

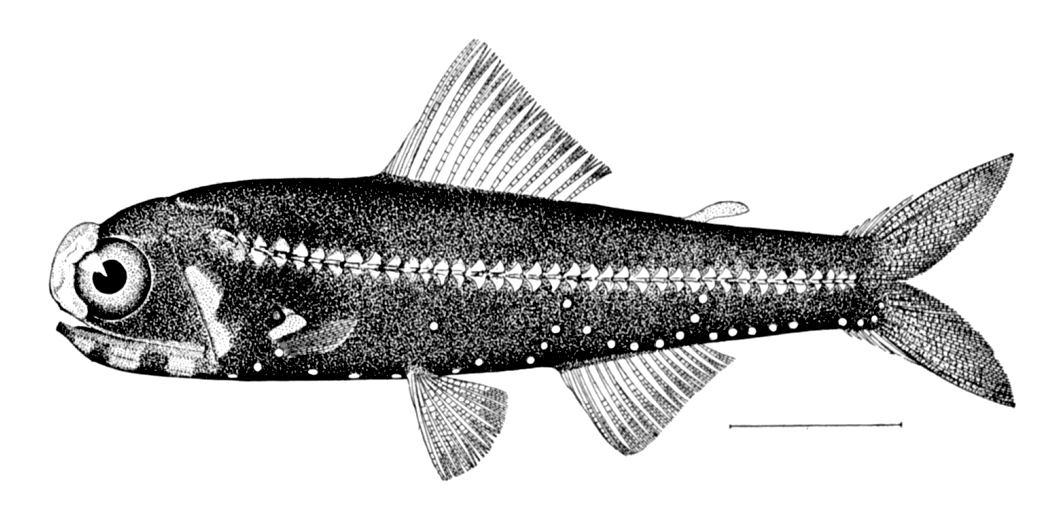
Diaphus effulgens

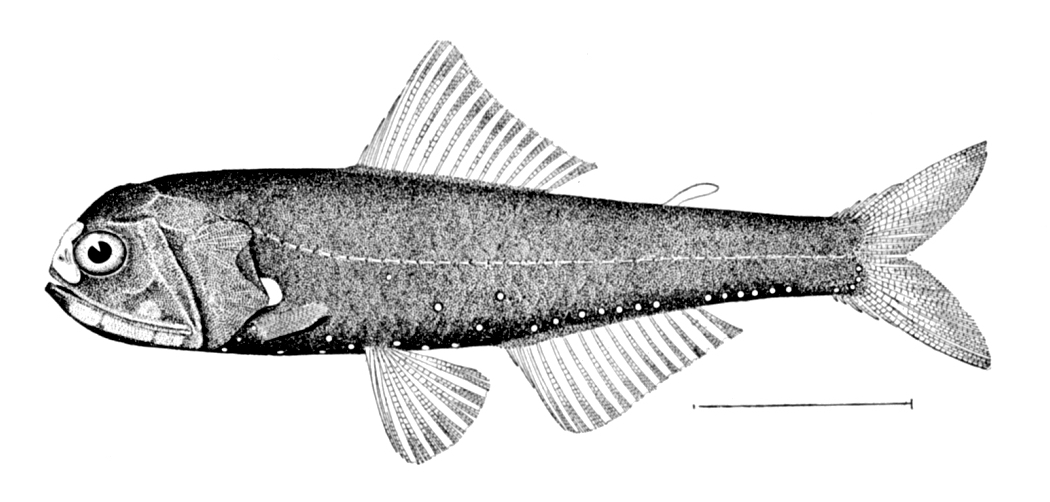
Diaphus lucidus

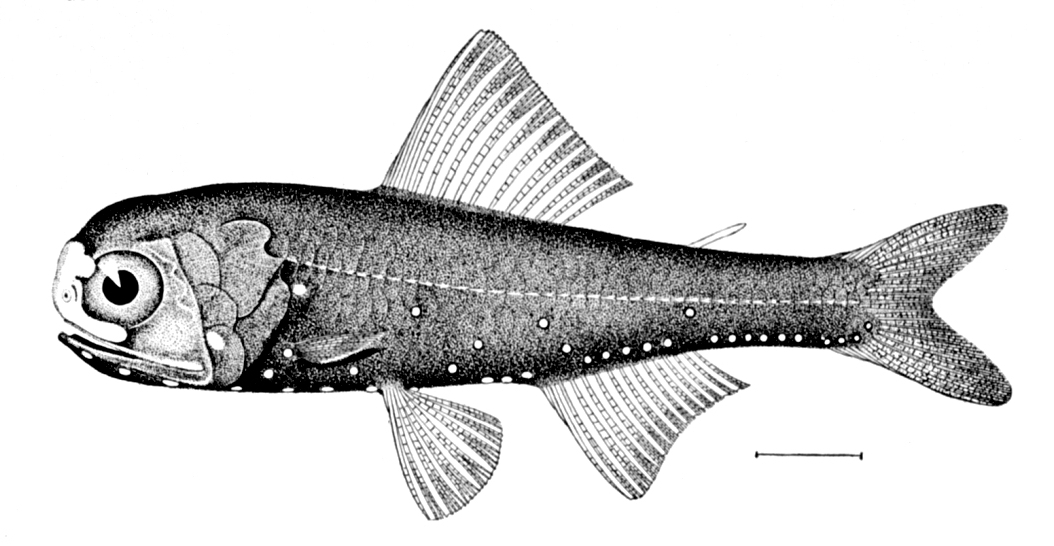
Diaphus metopoclampus

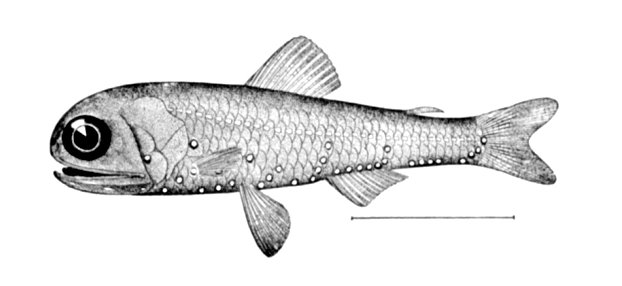
Diaphus rafinesquii

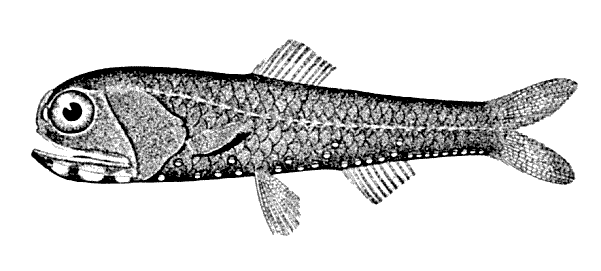
Diaphus theta

Diaphus és un gènere de peixos de la família dels mictòfids i de l'ordre dels mictofiformes.

## Taxonomia
- Diaphus adenomus (Gilbert, 1905)[4]
- Diaphus aliciae (Fowler, 1934)
- Diaphus anderseni (Tåning, 1932)
- Diaphus antonbruuni (Nafpaktitis, 1978)
- Diaphus arabicus (Nafpaktitis, 1978)
- Diaphus basileusi (Becker & Prut'ko, 1984)
- Diaphus bertelseni (Nafpaktitis, 1966)[5]
- Diaphus brachycephalus (Tåning, 1928)[6]
- Diaphus burtoni (Fowler, 1934)
- Diaphus chrysorhynchus (Gilbert & Cramer, 1897)
- Diaphus coeruleus (Klunzinger, 1871)
- Diaphus confusus (Becker, 1992)
- Diaphus dahlgreni (Fowler, 1934)
- Diaphus danae (Tåning, 1932)
- Diaphus dehaveni (Fowler, 1934)
- Diaphus diadematus (Tåning, 1932)
- Diaphus diademophilus (Nafpaktitis, 1978)
- Diaphus drachmanni (Tåning, 1932)
- Diaphus dumerilii (Bleeker, 1856)[7]
- Diaphus effulgens (Goode & Bean, 1896)[8]
- Diaphus ehrhorni (Fowler, 1934)
- Diaphus faustinoi (Fowler, 1934)
- Diaphus fragilis (Tåning, 1928)[6]
- Diaphus fulgens (Brauer, 1904)
- Diaphus garmani (Gilbert, 1906)[9]
- Diaphus gigas (Gilbert, 1913)
- Diaphus handi (Fowler, 1934)
- Diaphus holti (Tåning, 1918)[10]
- Diaphus hudsoni (Zurbrigg & Scott, 1976)[11]
- Diaphus impostor (Nafpaktitis, Robertson & Paxton, 1995)
- Diaphus jenseni (Tåning, 1932)
- Diaphus kapalae (Nafpaktitis, Robertson & Paxton, 1995)
- Diaphus knappi (Nafpaktitis, 1978)
- Diaphus kora (Nafpaktitis, Robertson & Paxton, 1995)
- Diaphus kuroshio (Kawaguchi & Nafpaktitis, 1978)[12]
- Diaphus lobatus (Nafpaktitis, 1978)
- Diaphus longleyi (Fowler, 1934)
- Diaphus lucidus (Goode & Bean, 1896)[8]
- Diaphus lucifrons (Fowler, 1934)
- Diaphus luetkeni (Brauer, 1904)[13]
- Diaphus malayanus (Weber, 1913)
- Diaphus mascarensis (Becker, 1990)
- Diaphus meadi (Nafpaktitis, 1978)
- Diaphus megalops (Nafpaktitis, 1978)
- Diaphus metopoclampus (Cocco, 1829)[14]
- Diaphus minax (Nafpaktitis, 1968)
- Diaphus mollis (Tåning, 1928)[6]
- Diaphus nielseni (Nafpaktitis, 1978)
- Diaphus ostenfeldi (Tåning, 1932)
- Diaphus pacificus (Parr, 1931)
- Diaphus pallidus (Gjøsaeter, 1989)[15]
- Diaphus parini (Becker, 1992)
- Diaphus parri (Tåning, 1932)
- Diaphus perspicillatus (Ogilby, 1898)[16]
- Diaphus phillipsi (Fowler, 1934)
- Diaphus problematicus (Parr, 1928)
- Diaphus rafinesquii (Cocco, 1838)[17]
- Diaphus regani (Tåning, 1932)
- Diaphus richardsoni (Tåning, 1932)
- Diaphus roei (Nafpaktitis, 1974)
- Diaphus sagamiensis (Gilbert, 1913)
- Diaphus schmidti (Tåning, 1932)
- Diaphus signatus (Gilbert, 1908)
- Diaphus similis (Wisner, 1974)
- Diaphus splendidus (Brauer, 1904)[13]
- Diaphus suborbitalis (Weber, 1913)
- Diaphus subtilis (Nafpaktitis, 1968)[18]
- Diaphus taaningi (Norman, 1930)
- Diaphus termophilus (Tåning, 1928)[6]
- Diaphus theta (Eigenmann & Eigenmann, 1890)[19]
- Diaphus thiollierei (Fowler, 1934)
- Diaphus trachops (Wisner, 1974)
- Diaphus umbroculus (Fowler, 1934)
- Diaphus vanhoeffeni (Brauer, 1906)
- Diaphus watasei (Jordan & Starks, 1904)
- Diaphus whitleyi (Fowler, 1934)
- Diaphus wisneri (Nafpaktitis, Robertson & Paxton, 1995)[20]